# Kushinagara
Kushinagara, ook wel Kushinagar of Kusinagar, is een plaats in het noorden van India en een van de vier belangrijkste boeddhistische pelgrimsoorden. Het ligt in het gelijknamige district Kushinagar van de Indiase staat Uttar Pradesh en is gesitueerd vlak bij de plaats Kasia, 52 km van Gorakhpur. In de Pali-canon heet deze plaats Kusinara en daarvoor Kusavati.

## Demografie
Volgens de Indiase volkstelling van 2001 wonen er 17.982 mensen in Kushinagar, waarvan 52% mannelijk en 48% vrouwelijk is. De plaats heeft een alfabetiseringsgraad van 62%.

## Geschiedenis
Kushināgara was in zeer vroegere tijden het voornaamste centrum van het Malla koninkrijk in het antiek India.
Later stond het bekend als Kusinara, de plaats waar de Boeddha overleed en het parinibbāna bereikte. De precieze locatie is nabij de Hiranya-vati-rivier. Tegen die tijd was het een onbetekenend oord en Ananda, neef en verzorger van Boeddha, vroeg hem om een belangrijker plaats te zoeken om te sterven. Daar zouden rijken zijn die Boeddha en zijn gevolg goed zouden kunnen ontvangen en verzorgen. Volgens de Maha-Parinibbana-Sutta uit de Digha Nikaya, behorend tot de Pāli-canon van het sindsdien zo genoemde theravada-boeddhisme stelde Boeddha daarop dat deze plaats in vroeger tijden het grootse Kusavati was geweest, de hoofdstad van de machtige koning Mahasudassana.
Op het moment van overlijden, zo zegt de tekst, was er een enorm onweer.
Gautama Boeddha werd hier ook gecremeerd en zijn relieken werden verdeeld onder acht verschillende koninkrijken en verspreidden zich zo vanuit Kushināgara over de rest van India.  Er wordt van uitgegaan dat er tijdens de crematie een hevige regen naar beneden kwam waardoor het vuur te vroeg doofde en er als gevolg veel botrestanten achterbleven. Dit is echter niet terug te vinden in de tekst. Zijn as werd onder de grote stoepa van Kusinara geplaatst.
De acht porties raakten in de loop van de eeuwen verder onderverdeeld als giften van de ene vorst aan de andere, of van de ene boeddhistische gemeenschap aan de andere, zodat er in de 21e eeuw veel meer dan acht plaatsen zijn waar relieken van Boeddha worden bewaard, meestal is dit dan een miniem botfragment, afgenomen van een groter exemplaar.
Veel van de ruïnes, stoepas en viharas in de omtrek zijn gebouwd in de periode tussen 3e eeuw v.Chr. tot de 5e eeuw n.Chr., toen het gebied relatief welvarend was. Ook de Mauryaanse koning Asoka heeft bijgedragen aan de gebouwen die in Kushināgara geconstrueerd zijn.
Vanaf de 13e eeuw tot de 19e eeuw was Kushinagara een verlaten en vergeten plaats, als gevolg van het bijna compleet verdwijnen van het boeddhisme uit India. De boeddhatempel was bedekt met een 12 meter hoge laag stenen en was omringd door een dicht woud. In 1854 werd Kushinagara voor het eerst weer geassocieerd met de ruïnes in de huidige plaats Kasia. Alexander Cunningham van de British Archaeological Society vond in 1861 bewijs dat het huidige Kushinagara de plaats was waar de Boeddha overleed en het parinibbana bereikte.
Sinds begin 20e eeuw is Kushinagara een veelbezochte pelgrimsplaats en de regeringen van de landen China, Sri Lanka, Thailand en Japan hebben hier tempels laten bouwen in de eigen lokale stijl. Eind oktober 2021 werd een luchthaven aangelegd met als bedoeling van Kusinara een plaats voor boeddhistische pelgrimage te maken. De plaats Gaya, nabij Bodhgaya waar Boeddha ontwaakte, heeft ook zo'n landingsstrip. Beide plaatsen zijn niet ver van elkaar verwijderd.